# Sporting Clube da Mêda

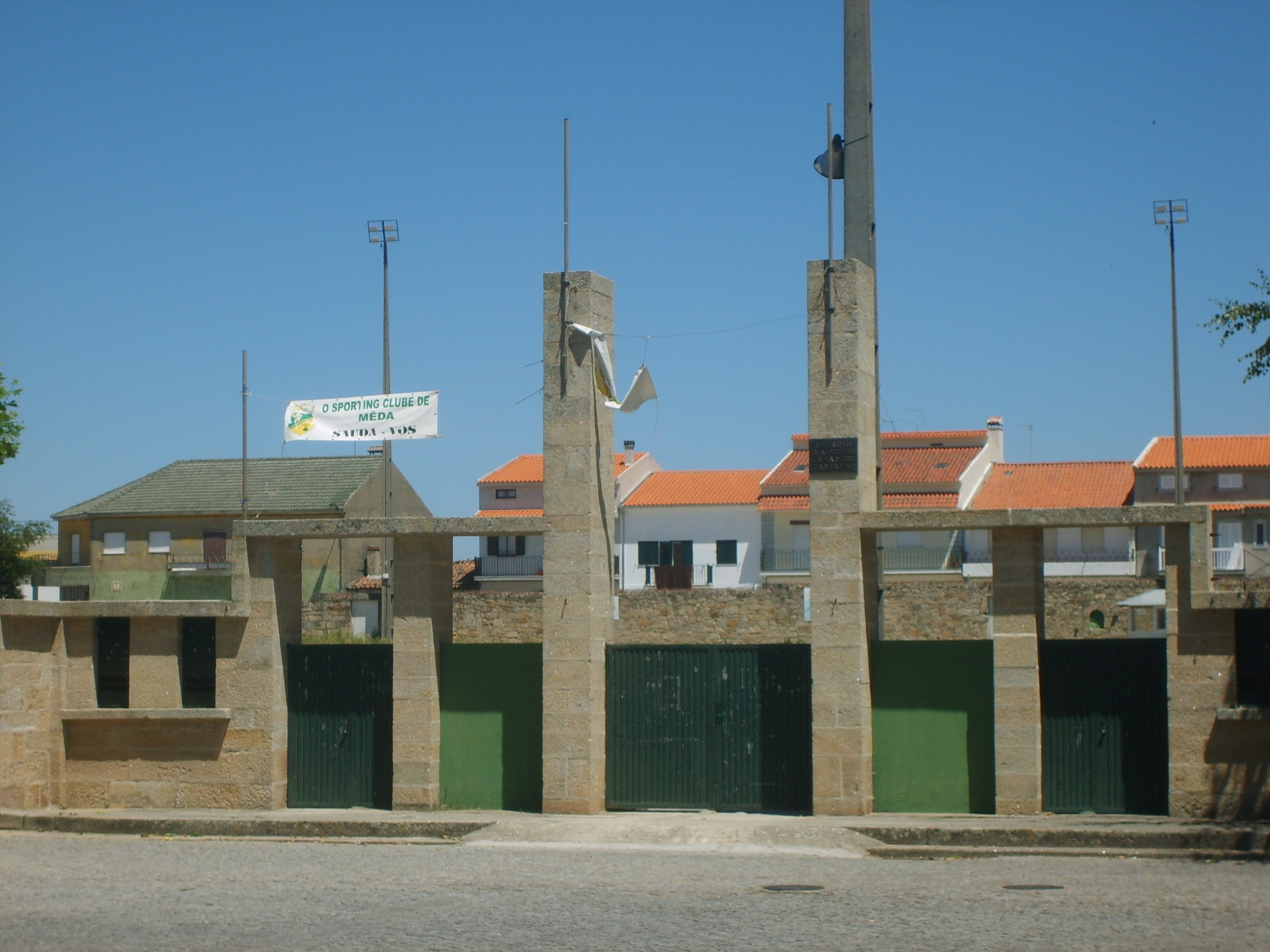
Estádio Municipal de Mêda

O Sporting Clube de Mêda é uma equipa portuguesa de football da cidade de Mêda, distrito da Guarda e foi criado em 1946 e o seu atual presidente é João Alonso.
O Sporting Clube da Meda joga no Estádio Dr. Augusto César de Carvalho, este é composto dum sintético. 
Na temporada 2010/11, foi campeão distrital.

## Posições
| Ano       | Nivel  | Divisão          | Secção                   | Posição | Movimentos |
| --------- | ------ | ---------------- | ------------------------ | ------- | ---------- |
| 1990-91   | 5      | Distritais       | AF Guarda - 1ª Divisão   |         |            |
| 1991-92   | 5      | Distritais       | AF Guarda - 1ª Divisão   |         |            |
| 1992–93   | 5      | Distritais       | AF Guarda - 1ª Divisão   |         |            |
| 1993–94   | Tier 5 | Distritais       | AF Guarda - 1ª Divisão   |         |            |
| 1994–95   | 6      | Distritais       | AF Guarda - 2ª Divisão A |         |            |
| 1995–96   | 5      | Distritais       | AF Guarda - 1ª Divisão   |         |            |
| 1996–97   | 5      | Distritais       | AF Guarda - 1ª Divisão   |         |            |
| 1997–98   | 5      | Distritais       | AF Guarda - 1ª Divisão   |         |            |
| 1998–99   | 5      | Distritais       | AF Guarda - 1ª Divisão   | 11ª     |            |
| 1999–2000 | 5      | Distritais       | AF Guarda - 1ª Divisão   |         |            |
| 2000–01   | 5      | Distritais       | AF Guarda - 1ª Divisão   | 12ª     |            |
| 2001–02   | 5      | Distritais       | AF Guarda - 1ª Divisão   | 14ª     |            |
| 2002–03   | 5      | Distritais       | AF Guarda - 1ª Divisão   | 4ª      |            |
| 2003–04   | 5      | Distritais       | AF Guarda - 1ª Divisão   | 7ª      |            |
| 2004–05   | 5      | Distritais       | AF Guarda - 1ª Divisão   | 4ª      |            |
| 2005–06   | 5      | Distritais       | AF Guarda - 1ª Divisão   | 8ª      |            |
| 2006–07   | 5      | Distritais       | AF Guarda - 1ª Divisão   | 4ª      |            |
| 2007–08   | 5      | Distritais       | AF Guarda - Honra        | 2ª      |            |
| 2008–09   | 5      | Distritais       | AF Guarda - 1ª Divisão   | 1ª      |            |
| 2009–10   | 4      | Terceira Divisão | Série C - 1ª Fase        | 11ª     |            |
|           | 4      | Terceira Divisão | Série C Últimos          | 4ª      |            |
| 2010–11   | 5      | Distritais       | AF Guarda - 1ª Divisão   | 1ª      |            |
| 2011–12   | 4      | Terceira Divisão | Série B - 1ª Fase        |         |            |
|           | Tier 4 | Terceira Divisão | Série B Últimos          | 4ª      |            |

## Títulos de Futebol
- AF Guarda 1ª Divisão: 2 (2008/09, 2010/11)

## Jogadores notáveis
- Édson